# 清溪镇 (宣汉县)
清溪镇，是中华人民共和国四川省达州市宣汉县下辖的一个乡镇级行政单位。

## 行政区划
清溪镇下辖以下地区：
望山社区、汇水社区、锣寨村、茶店村、燕窝村、龙伏村、金鹅村、王家坝村、宏文村、庄子村、马伏村、常宁村、五道口村、长青村、沙溪村、白鹤村和楠木坝村。